# Vladislav Bobrik
Vladislav Jur'evič Bobrik (in russo Владислав Юрьевич Бобрик?; Novosibirsk, 6 gennaio 1971) è un ex ciclista su strada e pistard russo.
Professionista dal 1993 al 1999, vinse il Giro di Lombardia 1994.

## Carriera
Discreto passista, divenne professionista nel 1993 con la Mecair-Ballan di Emanuele Bombini; in maggio prese il via al Giro d'Italia, prima di quattro partecipazioni. La sua miglior stagione fu il 1994: si impose in una prova del Trofeo dello Scalatore ed in una della Vuelta a Aragón, giunse secondo nella Tre Valli Varesine e vinse poi il Giro di Lombardia, una delle cinque "classiche monumento", battendo Claudio Chiappucci e Pascal Richard.
Aprì l'annata 1995 vincendo una tappa alla Parigi-Nizza, corsa che chiuse al secondo posto, classificandosi quindi secondo al Critérium International; non confermò tuttavia le aspettative e non ottenne altri risultati di grande rilievo. Due anni dopo si aggiudicò il Memorial Nencini e fu secondo nel Trofeo dello Scalatore; si ritirò dall'attività nel 1999 dopo sette anni di professionismo e sei vittorie all'attivo.

## Palmarès
- 1990 (dilettanti)

3ª tappa Tour de Trump (Fredricksburg > Richmond)
- 1992 (dilettanti)

Prologo Ruban Granitier Breton  (cronometro)
1ª tappa Ruban Granitier Breton
6ª tappa Ruban Granitier Breton
- 1993 (Mecair-Ballan, una vittoria)

2ª tappa Settimana Ciclistica Lombarda
- 1994 (Gewiss - Ballan, tre vittorie)

Giro di Lombardia
Trofeo dello Scalatore
1ª tappa Vuelta a Aragón (Teruel > Teruel)
- 1995 (Gewiss - Ballan, due vittorie)

8ª tappa, 2ª semitappa, Parigi-Nizza (Nizza > Col d'Èze)
Memorial Jozef Vogeli
- 1997 (Ros Mary - Minotti Italia - Ideal, una vittoria)

Cronoscalata della Futa-Memorial Gastone Nencini

#### Altri successi
- 1989 (Juniores)

Classifica generale Vöslauer Jugend Tour
- 1991 (dilettanti)

1ª tappa Mammoth Classic
Classifica scalatori Mammoth Classic
3ª tappa Redlands Bicycle Classic

## Piazzamenti

### Grandi Giri
- Giro d'Italia

1993: 61º
1995: 28º
1997: ritirato (12ª tappa)
1998: 23º
- Tour de France

1994: 62º
1998: ritirato (11ª tappa)
- Vuelta a España

1995: non partito (21ª tappa)
1996: 16º

### Classiche monumento
- Milano-Sanremo

1993: 142º
1995: 17º
1998: 73º
1999: 84º
- Liegi-Bastogne-Liegi

1998: 14º
1999: 21º
- Giro di Lombardia

1993: 20º
1994: vincitore
1995: 18º
1996: 30º
1998: ritirato

### Competizioni mondiali
- Campionati del mondo su strada

Mosca 1989 - In linea Juniores: 53º
Agrigento 1994 - In linea: 27º
Lugano 1996 - In linea: 15º
- Campionati del mondo su pista

Stoccatda 1991 - Inseguimento a squadre dilettanti: 2º